# Il padiglione delle meraviglie (film)
Il padiglione delle meraviglie (The Show) è un film muto del 1927 diretto da Tod Browning. La sceneggiatura di Waldemar Young si basa sul romanzo The Day of Souls di Charles Tenney Jackson, pubblicato a Indianapolis nel 1910.

## Produzione
Il film fu prodotto dalla Metro-Goldwyn-Mayer (MGM) (controlled by Loew's Incorporated). Le riprese durarono dall'11 ottobre all'11 settembre 1926.

## Distribuzione
Il copyright del film, richiesto dalla Metro-Goldwyn-Mayer Distributing Corp., fu registrato il 24 gennaio 1927 con il numero LP23586.

Distribuito dalla Metro-Goldwyn-Mayer (MGM), il film uscì nelle sale cinematografiche degli Stati Uniti il 22 gennaio 1927.

### Conservazione
Copie del film (entrambe positivi 35 mm) sono conservate negli archivi della Metro-Goldwyn-Mayer/United Artists e in quelli dell'International Museum of Photography and Film at George Eastman House di Rochester.